# Signe de Chadwick

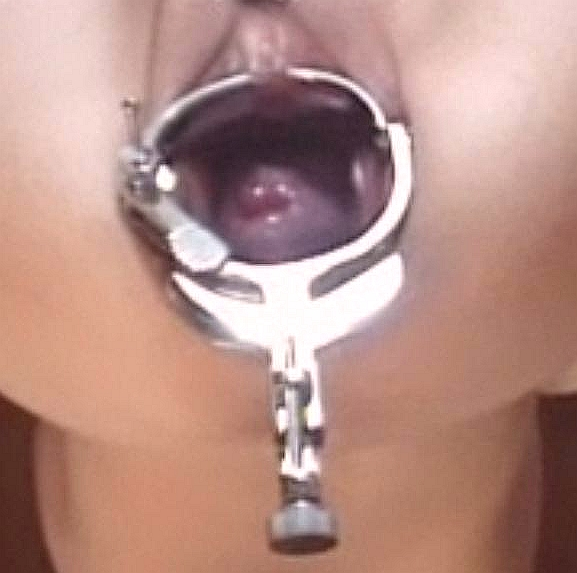
Col de l'utérus avec décoloration violette bleutée.

Le signe de Chadwick est une décoloration bleuâtre du col de l'utérus, du vagin et des lèvres causée par les œstrogènes qui entraînent une congestion veineuse. De plus, il s'agit d'un signe de présomption de la grossesse. Il peut être observé dès 6 à 8 semaines après la conception et sa présence est un signe précoce de la grossesse.
Ces changements de couleur ont été découvertes vers environ 1836 par le médecin français Étienne Joseph Jacquemin (1796-1872) mais sont nommés d'après James Read Chadwick, qui a attiré l'attention sur ce phénomène dans un article lu devant l' American Gynecological Society en 1886 et publié l'année suivante en 1887, où il a crédité Jacquemin pour leur découverte.